# Euphrase Kezilahabi
Euphrase Kezilahabi (* 13. April 1944 im Dorf Namagondo auf der Insel Ukerewe im Victoriasee im damaligen Britisch-Tanganjika; † 9. Januar 2020) war ein tansanischer, auf Swahili schreibender Romanautor, Dichter und Gelehrter.

## Leben
Kezilahabi schloss die University of Dar es Salaam 1970 mit dem Titel B.A. ab und war dann als Lehrer an verschiedenen Schulen in Tanzania tätig. Er kehrte an seine Universität zurück und lehrte dort im Department of Swahili. Die Arbeit zur Erlangung des M. A. trug den Titel: Shaaban Robert: Mwandishi wa Riwaya. Er promovierte an der University of Wisconsin in Madison, Wisconsin. Seine weitere Laufbahn führte ihn an die University of Botswana, wo er 2003 den Lehrstuhl für Afrikanische Sprachen innehatte.
Kezilahabi war einer der ersten in Swahili schreibenden Autoren, der mit den historisch verbundenen Traditionen der Ausdrucksweise und Darstellung der Swahili-Literatur, besonders in der Lyrik, brach. Die wiederkehrenden Themen in Kezilahabis Schriften sind die moderne Entwicklung und die Verstädterung und das tansanische Experiment mit einem Afrikanischen Sozialismus, der Ujamaa.

## Werke (Auswahl)
- 1974: Kichwamaji (Waterhead), East African Publishing House, Dar es Salaam
  - in deutscher Sprache nacherzählt von Lourenco Noronha, Universität Wien, 2009
- 1974: Kichomi (Stabbing Pain), Gedichte
- 1975: Dunia uwanja wa fujo (The World is a Chaotic Place)
- 1979: Gamba ta Nyoka (The Snake's Skin)
- 1983: The Concept of the Hero in African Fiction
- 1971 und 1988: Rosa Mistika
- 1988: Karibu Ndani
- 1990: Nagona
- 1990: Mzingile